# Ероховский сельсовет
Ероховский сельский совет — сельское поселение в Грачёвском районе Оренбургской области Российской Федерации.
Административный центр — село Ероховка, единственный населённый пункт.

## История
9 марта 2005 года в соответствии с законом Оренбургской области № 1897/325-III-ОЗ образовано сельское поселение Ероховский сельсовет, установлены границы муниципального образования.

## Население
| 2010 | 2012 | 2013 | 2014 | 2015 | 2016 | 2017 |
| ---- | ---- | ---- | ---- | ---- | ---- | ---- |
| 531  | ↘527 | ↘526 | ↗527 | ↗528 | ↘523 | ↘514 |
| 2018 | 2019 | 2020 | 2021 |      |      |      |
| ↘500 | ↘490 | ↘469 | ↘465 |      |      |      |

## Состав сельского поселения
| № | Населённый пункт | Тип населённого пункта       | Население |
| - | ---------------- | ---------------------------- | --------- |
| 1 | Ероховка         | село, административный центр | ↘465      |

С территории Ероховского сельсовета исчезли две деревни.

## Главы поселения
- Митякин Николай Ильич